# Rechtsverteidigungsgruppe Ural
Die Rechtsverteidigungsgruppe Ural (russisch Уральская правозащитная группа Uralskaja prawosaschtschitnaja gruppa) ist eine Nichtregierungsorganisation in Tscheljabinsk in Russland, die sich für Menschenrechte engagiert.

## Tätigkeit
Der Verein gibt Informationen, führt Veranstaltungen und Aktionen durch. Sie berät Bürger über deren Rechte und unterstützt sie beim Aufbau eigener Aktivitäten mit methodischen, juristischen und organisatorischen Unterstützungen.
Die Gruppe unterhält die Demokratische Stiftung Ural, die die Situation im Strafvollzug in der Oblast kritisch untersucht und Betroffene von körperlichen Misshandlungen und unmenschlichen Arbeitsbedingungen unterstützt.
Vorsitzender ist Nikolai Schtschur.

## Geschichte
Die Gruppe wurde 2013 gegründet. 2014 wurde sie aufgefordert, sich als „ausländischer Agent“ registrieren zu lassen. 
Am 15. Februar 2016 wurde sie als solcher beim Justizministerium registriert, weil sie Geld vom Norwegischen Helsinki-Komitee erhalten hatte.